# Bansberia
Bansberia là một thành phố và khu đô thị của quận Hugli thuộc bang Tây Bengal, Ấn Độ.

## Nhân khẩu
Theo điều tra dân số năm 2001 của Ấn Độ, Bansberia có dân số 104.453 người. Phái nam chiếm 53% tổng số dân và phái nữ chiếm 47%. Bansberia có tỷ lệ 71% biết đọc biết viết, cao hơn tỷ lệ trung bình toàn quốc là 59,5%: tỷ lệ cho phái nam là 77%, và tỷ lệ cho phái nữ là 65%. Tại Bansberia, 10% dân số nhỏ hơn 6 tuổi.